# きく8号

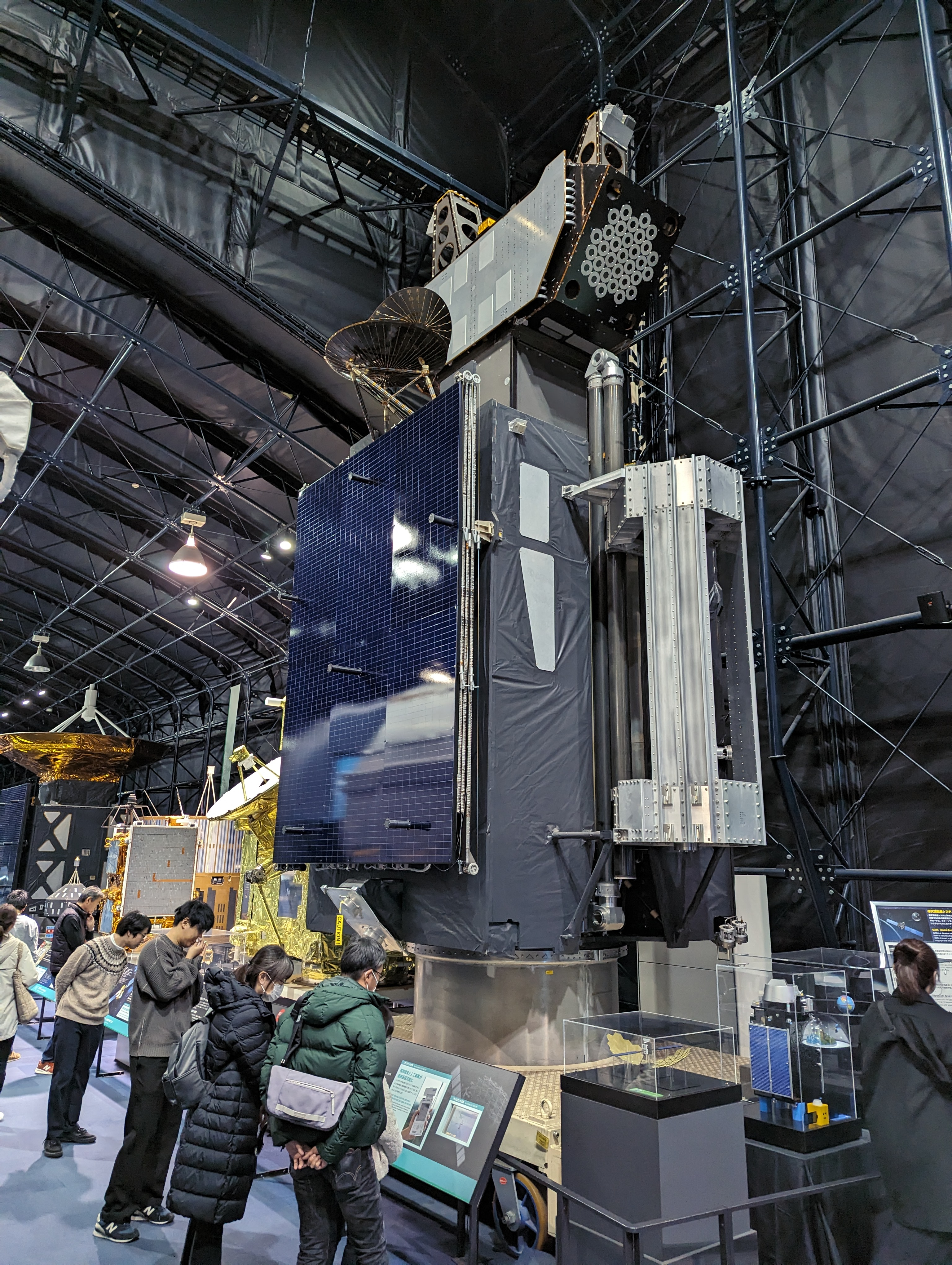
きく8号の1/1スケール模型

きく8号（きく8ごう）は宇宙航空研究開発機構（JAXA）、 情報通信研究機構（NICT）、日本電信電話株式会社（NTT）が共同で開発した技術試験衛星である。開発時の名称は技術試験衛星VIII型 (ETS-VIII) であり、これまでの慣習に従い、きく8号という愛称がつけられた。JAXAの衛星は打ち上げが成功した後で公式な愛称が発表されるのが一般的であるが、当機は打ち上げ前に愛称が公表された。これは「だいち」と同様であった。

## 目的
当機は移動体通信、特に打ち上げ時期である2006年当時一般的であった携帯電話に見られるようなハンディタイプの端末と衛星との直接通信を可能にする技術を目的として開発された。当時の携帯電話は通信に地上の基地局が必要であり、一般に山間部や海上ではサービスが提供されていなかった。また災害発生時も通話が困難になることが多かった。当機は山間部、海上、災害発生域で安定した通信サービスを提供することを目標とした。また測位システムに静止衛星を利用するための実験も行う。ミッション期間は3年、衛星の寿命は10年の予定。

## 機体
- 質量 : 2,800 kg （静止軌道投入時）
- 寸法
  - 本体 : 2.45 m × 2.35 m × 7.3 m
  - パドル全長 : 40 m
  - 大型展開アンテナ（片側）: 19 m × 17 m
  - アンテナ全長 : 37 m

大型展開アンテナは片側が六角形のモジュール14個を並べたような構造をしている。打ち上げ時は折りたたまれており、軌道上で傘を開く要領で展開される。鏡面は金メッキを施したモリブデン線を編んで作ったメッシュになっている。同アンテナは計画が中止されたASTRO-Gでも採用される予定であった。また日本の人工衛星の歴史上初めてセシウム原子時計を搭載した衛星でもある。

## 大型展開アンテナ小型・部分モデル（LDREX-1/2）
LDREXは「きく8号」に搭載される大型展開アンテナ（LDR）の部分モデルであり、LDRが宇宙空間で正しく展開できるかどうか確認するための試験機である。きく8号のアンテナが片側14個のモジュールからなるのにたいし、LDREXでは7個のモジュールからなる。
LDREXは2000年12月20日0時26分（UTC）にアリアン5で打ち上げられたが、正常に展開しなかった。
LDREX-2は2006年10月13日20時56分（UTC）にアリアン5で打ち上げられ、正常に展開したことが確認された。

## 計画の推移
- 2006年
  - 12月18日15時32分 (JST)：H-IIAロケット11号機により打ち上げ。
  - 12月25日17時31分 (JST)：大型展開アンテナ（LDR）の展開を開始するも送信アンテナの展開に時間がかかり受信アンテナのみを展開する。
  - 12月26日18時56分 (JST)：残った送信アンテナの展開を再開。衛星からのテレメトリデータ及び搭載カメラの画像により同アンテナの展開完了を確認。
  - 12月27日：姿勢制御を定常モードに変更。これにより打ち上げ後のクリティカルフェーズを終了し、初期機能確認フェーズへ移行。
- 2007年
  - 1月8日：所定の位置である東経146度にて、衛星の静止化完了。
  - 1月30日：低雑音増幅器（LNA）の電源投入試験中、異常が発生[1]。新聞報道によると、異常が発生したのは受信側アンテナの増幅器であり、電源を投入する命令を送ったところ、断続的にオン・オフを繰り返す現象が発生した。予備電源系統も同様の状態だという。送信側アンテナは正常であるが、復旧しない場合は今後の地上との通信試験が大きく制約される可能性がある。2月21日現在、8系統ある増幅器のうち1系統でショートしている可能性が高いとされている。
  - 4月25日：定常運用へ移行した。故障している受信側アンテナの低雑音増幅器電源（LNA-PS）については、引き続き原因の調査および対策方法の検討が行われている。LNA-PS以外の装置については、問題は起きていない。
  - 9月5日：きく8号の実験成果の中間報告が行われた。大型展開アンテナ（LDR）の鏡面精度や利得、測位システムの精度は設計どおり。磁場や帯電などの宇宙環境をモニタするための技術データ取得装置（TEDA）も正常に稼動している。きく8号の通信機能を使用した防災訓練も行われた[2]。
- 2008年
  - 1月11日：「桜島火山爆発総合防災訓練」に参加。衛星通信実験用端末による情報伝達実験を実施。S帯受信系異常への対策、衛星側は、測位用アンテナで代替。地上側は、 アップリンク回線（衛星受信）を成立させるために、外部アンテナの接続。
  - 1月28日：JAXAが「きく8号」のイオンエンジン異常について公表[3]。南側スラスタAについて、1月15日に噴射できない異常が発生。A系統の電源部（電源A）に問題があることが判明。B系統に切り替え後、南側スラスタBに点火の不安定現象が発生。
- 2010年1月8日：定常運用を終了し、後期利用段階へ移行[4]。
- 2011年
  - 3月24日：東北地方太平洋沖地震の災害対策支援として情報通信研究機構と協力の上、岩手県大船渡市市役所に地上アンテナと可搬型通信実験端末を設置。筑波宇宙センター経由で768kbbsの衛星通信回線を接続し、市職員にインターネット接続環境を提供[5][6]。
  - 4月4日：同様に災害対策支援として岩手県上閉伊郡大槌町中央公民館に地上アンテナと可搬型通信実験端末を設置。一般の被災者向けにインターネット接続環境を提供[6]。
  - 4月10日：大船渡市役所への衛星通信回線の接続提供を終了[6]。
  - 4月21日：大槌町中央公民館への衛星通信回線の接続提供を終了[6]。
  - 4月26日：宮城県女川町嵩白浜の避難所へ地上アンテナと可搬型通信実験端末を設置。一般の被災者向けにインターネット接続環境を提供[6]。
  - 5月12日：地上通信系インフラの復旧にともない、女川町嵩白浜の避難所への衛星通信回線の接続提供を終了。東北地方太平洋沖地震におけるきく8号による災害対策支援が終了[6]。
- 2017年1月10日15時25分 (JST)：停波作業を実施し、運用を終了[7]。

## その他

### きく8号のキャッチフレーズ
大きなアンテナがひらく未来の扉、届ける安心

　—大型衛星を使った新しい携帯通信の世界へ—

### きく8号のシンボルキャラクター
キャラクター名称「きくはちぞう」
プロフィール（「はちぞうブログ」より）
- 身長：伸縮自在との噂も…
- 国籍：日本
- 兄弟：8人兄弟の末っ子
- 趣味：東京-種子島観光
- 特技：大きな耳で日本全国どこの音も聞くことができる。
- 将来の夢は、大きくなって人の役に立つこと！
- 「はちぞうブログ」（2007年5月9日の更新を最後に休止中）

## きく8号に関連する作品
- 妄想科学シリーズ ワンダバスタイル　本編中に「キク8号」（声：清水愛）というキャラクターが登場する。名前の由来は日本の技術試験衛星「きく」シリーズからと見られている。なお、この作品の制作当時には人工衛星のきく8号は打ち上げられていなかった。